# Медаль «За безупречную службу» (США)
Медаль «За безупречную службу» (англ. Good Conduct Medal) — одна из старейших военных наград США.
С 1869 года вручалась медаль за хорошую службу в военном флоте, с 1896 — за хорошую службу в морской пехоте, с 1923 — за хорошую службу в береговой охране, с 1941 — за хорошую службу в армии, с 1963 — за хорошую службу в воздушных силах.

## Медали в разных видах войск

### Медаль в Армии США

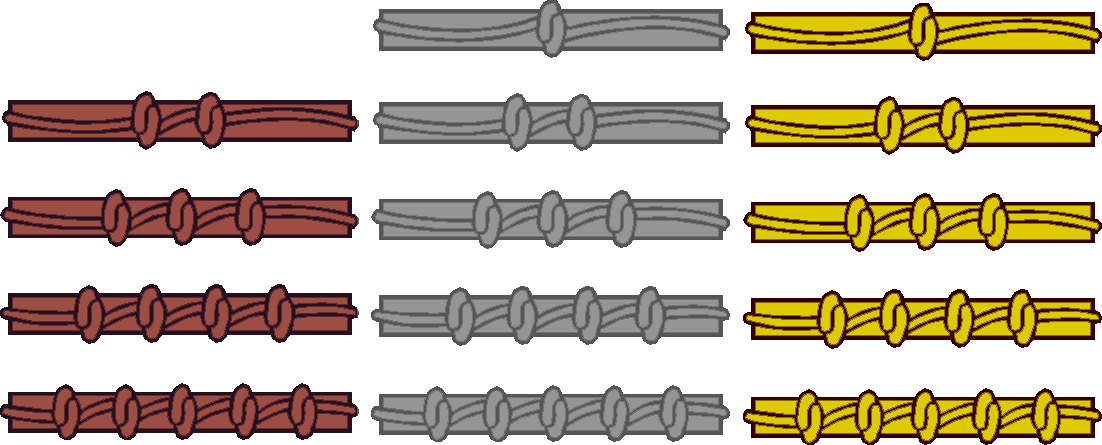
Узлы обозначающие количество наград.

Медаль представляет собой бронзовый диск 1,25 дюйма в диаметре. На аверсе изображён сидящий на закрытой книге орёл. По кругу запись «FIDELITE, HONOUR, EFFICIENCY». Лента бордового цвета с белыми тройными полосами по краям. 
Повторные награждения обозначаются в виде стилизованной верёвки с узлами на планке. Количество узлов указывает на количество награждений. Бронзовый кластер для награждений со 2-го по 5-е, серебряный — для награждений с 6-го по 10-е, золотой — для награждений с 11-го по 15-е.  На ранних экземплярах медали чеканился номер.

## Планки к медали
Размер планки награды, которые в определенных случаях носят вместо самой награды:
- ширина 9.5мм,
- длина 35 мм.

|           |         |                           |                           |                      |
| Армия США | ВМФ США | Корпус морской пехоты США | Военно-воздушные силы США | Береговая охрана США |